# Эллингер, Фридрих Филипп
Фридрих Филипп Эллингер (нем. Friedrich Philipp Ellinger, 19 сентября 1900, Кёнигсберг, Восточная Пруссия — 15 сентября 1962, Вашингтон, США) — американский радиобиолог.

## Биография
Родился в 1900 году. Учился в университетах Франкфурта-на-Майне, Фрейбурском и Берлинском. Все университеты он окончил с дипломом, последний Берлинский университет он окончил в 1924 году. В 1925 году устроился на работу в Медицинскую школу во Франкфурте-на-Майне и работал вплоть до 1926 года. С 1927 по 1948 год работал в трёх институтах: Фармакологическом, радиационных исследований и Биологическом в Дании. С 1948 по 1960 год занимал должность главного радиобиолога и начальника фармакологического отдела НИИ военно-морской медицины США.
Скончался в 1962 году.

## Научные работы
Основные научные работы посвящены токсикологии ионизирующих излучений, фотобиологии и медицинской радиобиологии.
- При лечении пострадавших от ионизирующих излучений обнаружил терапевтический эффект бесклеточного экстракта селезёнки.

## Избранные сочинения
- Эллингер Ф. Ф. «Биологические основы лучевого лечения», 1935.
- Эллингер Ф. Ф. «Медицинская радиобиология», 1957.

## Членство в обществах
- Член НАН США.